# Лесной (Боровихинский сельсовет)
Лесно́й — посёлок в Первомайском районе Алтайского края России. Входит в состав Боровихинского сельсовета.

## География
Посёлок расположен на юге Первомайского района в лесостепной зоне, возле реки Повалиха (река).
Расстояние до
- районного центра Новоалтайск: 16 км.
- краевого центра Барнаул: 20 км.

Ближайшие населенные пункты
Казачий 1 км, Боровиха 3 км, Повалиха 3 км, Октябрьское 4 км, Костяки 5 км, Сибирский 6 км, Зудилово 6 км, Кислуха 7 км, Лесная Поляна 7 км.
Климат
Поселение расположено в умеренном климатическом поясе, погода может меняться от континентального до резко континентального: суровая морозная зима и жаркое короткое лето. Устойчивый снежный покров держится 160—170 дней, абсолютный минимум температуры воздуха может достигать −50 °C. Средняя температура января −19,9 °C, июля — +19 °C. Безморозный период длится 110—115 дней, абсолютный максимум температуры воздуха составляет +33-35 °C. Годовое количество атмосферных осадков — 420—460 мм.

## Население
| 1997 | 1998 | 1999 | 2000 | 2001 | 2002 | 2003 |
| ---- | ---- | ---- | ---- | ---- | ---- | ---- |
| 24   | ↘19  | ↘17  | ↗18  | →18  | ↗19  | ↗21  |
| 2004 | 2005 | 2006 | 2007 | 2008 | 2009 | 2010 |
| ↘17  | ↘13  | ↗18  | ↗22  | ↘19  | ↗20  | ↗21  |
| 2011 | 2012 | 2013 |      |      |      |      |
| →21  | →21  | ↗35  |      |      |      |      |

## История
Точная дата образования посёлка не установлена. В декабре 1919 года был образован посёлок Боровиха при станции Повалиха (село), в котором проживало несколько человек. В 1937 году была построена нефтебаза, к которой была проведена железная дорога. В 1941 образован Боровихинский сельсовет, куда вошёл и посёлок Лесной.

## Инфраструктура
Ввиду малочисленности населения, жители получают государственные, муниципальные, коммунальные и иные услуги в селе Боровиха, осуществляется выездная торговля и медицинское обслуживание.
Транспорт
Село соединяет с районным и областным центром федеральная автомагистраль Р-256 Чуйский тракт (Новосибирск—Бийск—Монголия) и сеть региональных автодорог. Ближайшая железнодорожная станция Алтайская находится в городе Новоалтайск.